# Le Pont sur l'Elbe
Pour plus de détails, voir Fiche technique et Distribution.
Le Pont sur l'Elbe (titre original : No importa morir) est un film de guerre hispano-italien réalisé par León Klimovsky, sorti en 1969.

## Synopsis
La Seconde Guerre mondiale se termine, les Alliés ont franchi le Rhin. Pour empêcher l'occupation de l'Allemagne vaincue par les Soviétiques, le commandement américain décide de faire sauter un pont sur l'Elbe. Le sergent Richard est désigné pour mener à bien cette mission. Accompagné par cinq militaires qu'il a lui-même choisis, les soldats sont parachutés près de l'objectif...

## Fiche technique
- Titre original : No importa morir[1]
- Titre français : Le Pont sur l'Elbe
- Titre anglais : Bridge over the Elbe
- Réalisation : León Klimovsky
- Scénario : Adriano Bolzoni, d'après le  roman de Lou Carrigan
- Photographie : Mario Pacheco
- Montage : José Antonio Rojo
- Musique : Michele Lacerenza
- Production : Domenico de Martino, Luis Mendez
- Société de production : Atlantida Films, Leone-Daiano Films[1]
- Société de distribution : Atlantida Films
- Pays d’origine :  Italie,  Espagne
- Langue originale : italien
- Format : couleur — 35 mm — 2,35:1 (Techniscope) —  son Mono
- Genre : film de guerre
- Durée : 94 minutes
- Dates de sortie : 
  - Italie : 23 juillet 1969
  - France : 10 mars 1971
- Affiche : Giuliano Nistri (Italie)

## Distribution
- Tab Hunter : Sergent Richard
- Howard Ross : Hinds
- Erika Wallner : Erika
- Claudio Trionfi : Johnny
- Rosanna Yanni : Christina
- Óscar Pellicer : Sides
- Angel del Pozo : Rod
- Daniele Vargas : le major